# Juksta
Juksta (łac. juxta) – część samczych narządów genitalnych u motyli wchodząca w skład fultura penis.
Juxta to zesklerotyzowany obszar diafragmy, przybierający postać płytki położonej u podstawy i poniżej edeagusa. Czasem juksta połączona jest z anellusem przez cienki wyrostek środkowy, który często jest rozwidlony tak, by otoczyć edeagus. 
W przypadku niewystarczającego zróżnicowania się, juksta wchodzi w skład fultura inferior.
U Opostegidae juksta jest najczęściej błoniasta, rzadko mocniej zesklerotyzowana. U zwójkowatych płytkowata i połączona z edeagusem przez caulis.